# Miłostki (film 1981)
Miłostki – izraelsko-niemiecka komedia erotyczna z 1981 roku. Trzeci film z serii Lody na patyku.

## Obsada
- Jiftach Kacur – Benny (Benji)
- Cachi Noj – Johnny (Huey)
- Jonatan Segal – Bobby (Momo)
- Orna Dagan – Nikki
- Rachel Steiner – Marta
- Ariella Rabinovich – Sally
- Dvora Kedar – matka Benny’ego
- Menashe Warshavsky – ojciec Benny’ego
- Sibylle Rauch – Trixie
- Avi Hadash – Wiktor

## Ścieżka dźwiękowa
W filmie wykorzystano następujące utwory:
- Rip It Up – wyk. Bill Haley & The Comets
- Lollipop – wyk. The Chordettes
- Poetry In Motion – wyk. Johnny Tillotson
- Why – wyk. Frankie Avalon
- Long Tall Sally – wyk. Little Richard
- Donna – wyk. Ritchie Valens
- All Shock Up – wyk. Chad Garret
- Love Me Tender – wyk. Chad Garret
- Teddy Bear – wyk. Chad Garret
- Tell Laura I Love Her – wyk. Ray Peterson
- Rebel Rouser – wyk. Duane Eddy
- Devil Or Angel – wyk. Bobby Vee
- Love Is A Many Splendored Thing – wyk. The Four Aces
- Shake Rattle And Roll – wyk. Bill Haley & The Comets
- Tutti Frutti – wyk. Little Richard
- La Bamba – wyk. Ritchie Valens
- To Know Him Is To Love Him – wyk. The Teddy Bears
- Johnny B. Goode – wyk. Chuck Berry
- Don’t Be Cruel – wyk. Chad Garret
- I Can’t Help Falling in Love With Yo – wyk. Chad Garret
- Patricia – wyk. The Latin Rhythm Section
- Three Coins In The Fountain – wyk. The Four Aces
- Come Softly To Me – wyk. The Fleetwoods
- Dance With Me – wyk. The Drifters
- Little Darlin – wyk. The Diamonds
- Dedicated To The One I Love – wyk. The Shirelles